# Komárov, Bardejov
Komárov este o comună slovacă, aflată în districtul Bardejov din regiunea Prešov. Localitatea se află la altitudinea de 240 m deasupra n.m., se întinde pe o suprafață de 7,99 km2 și în 2017 număra 449 de locuitori. Se învecinează cu comuna Beloveža.

## Istoric
Localitatea Komárov este atestată documentar din 1355.

## Demografie
| An:                | 1994 | 2004   | 2014   | 2024    |
| ------------------ | ---- | ------ | ------ | ------- |
| Număr de persoane: | 398  | 408    | 424    | 473     |
| Diferență:         |      | +2,51% | +3,92% | +11,55% |

| An:                | 2023 | 2024   |
| ------------------ | ---- | ------ |
| Număr de persoane: | 462  | 473    |
| Diferență:         |      | +2,38% |